# Авдеевский сельский округ
Авдеевский сельский округ — упразднённая административно-территориальная единица, существовавшая на территории Зарайского района Московской области в 1994—2006 годах.
Кармановский сельсовет был образован в первые годы советской власти. До 1929 года он входил в состав Зарайской волости Зарайского уезда Рязанской губернии.
В 1929 году Кармановский с/с был отнесён к Зарайскому району Коломенского округа Московской области.
17 июля 1939 года к Кармановскому с/с был присоединён Куковский сельсовет (селения Куково и Авдеевские Выселки). Одновременно из Кармановского с/с в Каринский была передана усадьба совхоза «Авдеево».
9 июля 1952 года из Больше-Белынического с/с в Кармановский было передано селение Кудиново.
14 июня 1954 года к Кармановскому с/с был присоединён Стрелецкий с/с.
1 февраля 1963 года Зарайский район был упразднён и Кармановский с/с вошёл в Коломенский сельский район. 11 января 1965 года Кармановский с/с был передан в восстановленный Зарайский район.
20 декабря 1966 года из Каринского с/с в Кармановский были переданы селения Авдеево, Березники и посёлок центральной усадьбы совхоза «Авдеевский». Тогда же из Кармановского с/с в черту города Зарайска было передано селение Стрельцы.
10 сентября 1968 года к Кармановскому с/с был присоединён Больше-Белынический с/с. При этом центр Кармановского с/с был перенесён в посёлок центральной усадьбы совхоза «Авдеевский», а сам сельсовет переименован в Авдеевский сельсовет.
3 февраля 1994 года Авдеевский с/с был преобразован в Авдеевский сельский округ.
5 ноября 1997 года в Авдеевском с/о посёлок центральной усадьбы совхоза «Авдеевский» был присоединён к деревне Авдеево.
В ходе муниципальной реформы 2004—2005 годов Авдеевский сельский округ прекратил своё существование как муниципальная единица. При этом все его населённые пункты были переданы в сельское поселение Каринское.
29 ноября 2006 года Авдеевский сельский округ исключён из учётных данных административно-территориальных и территориальных единиц Московской области.